# 페터 투리니

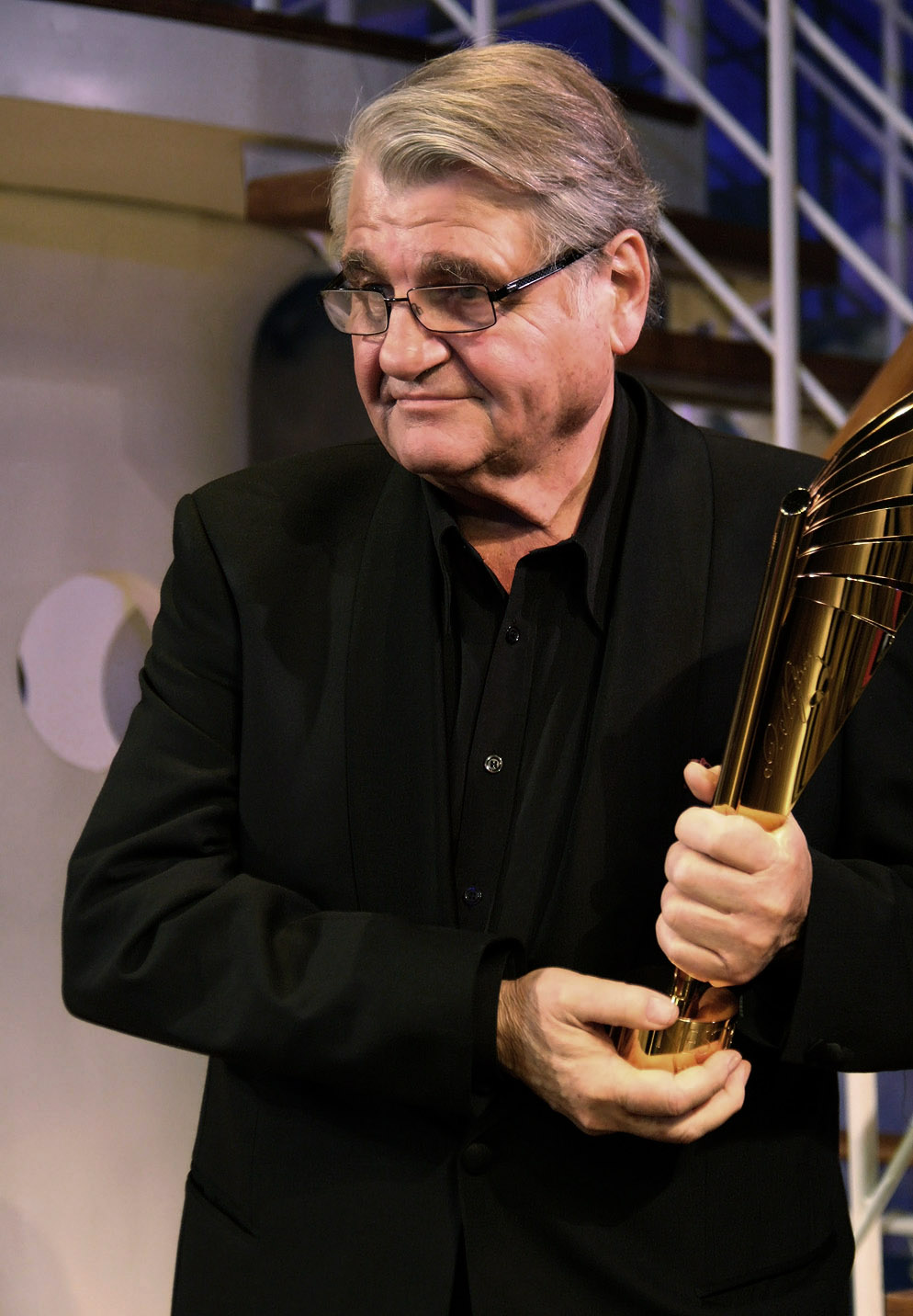

페터 투리니(Peter Turrini, 1944년 9월 26일 ~ )는 오스트리아의 극작가이다.

## 생애
1944년 9월 26일 오스트리아 바란탈 지역의 상 마가레텐에서 이탈리아의 예술 가구 제작자 아들로 태어나 케른텐주의 마리아 자알에서 성장했다. 1950년대와 1960년대에 예술가들의 중요한 만남의 장소였던 마리아 자알에서 그는 일찍이 ‘빈 아방가르드’의 대표적 인물들과 접촉했고 1963년부터 1971년까지 광고 카피라이터, 창고 관리인, 호텔 비서, 보조 노동자 등 다양한 직업에 종사했다. 1971년부터 프리랜서 작가로 빈과 레츠에서 활동 중이며 2005년 독일 언어 문학 아카데미 통신 회원으로 선정되었다.